# Trolls
Trolls är även en by i Sastmola, Finland.
Trolls är även en film, se Trolls (film)
Trolls var ett svenskt popband.
Trolls bestod av medlemmarna Anders Nordh (gitarr, sång), Dan Ahlquist (gitarr, sång), Paul Sundlin (bas, sång) och Hans d'Ailly (trummor, sång). Bandet nådde 1966 semifinal i Sveriges Radios popbandstävling och fick därefter skivkontrakt hos Philips Records. Nordh och Sundlin spelade senare tillsammans i King George Discovery, Life, Resan och Figaro, medan Ahlquist blev skivkonvolutsdesigner.

## Diskografi
- 1967 – Alone/To My Second Home (singel, Philips 350 317 PF)
- 1967 – I bergakungens sal/Lover (singel, Philips 350 329 PF)